# 拉艾 (滨海塞纳省)
拉艾（法語：La Haye，法語發音：[la ɛ] ⓘ）是法国滨海塞纳省的一个市镇，属于迪耶普区。

## 地理
拉艾（49°27'57"N, 1°26'29"E）面积6.74 平方千米，位于法国诺曼底大区滨海塞纳省，该省份为法国北部沿海省份，其西部及北部濒大西洋英吉利海峡，东起顺时针与索姆省、瓦兹省、厄尔省和卡爾瓦多斯省接壤。
与拉艾接壤的市镇（或旧市镇、城区）包括：勒特龙凯、昂代勒河畔克鲁瓦西、拉弗伊。

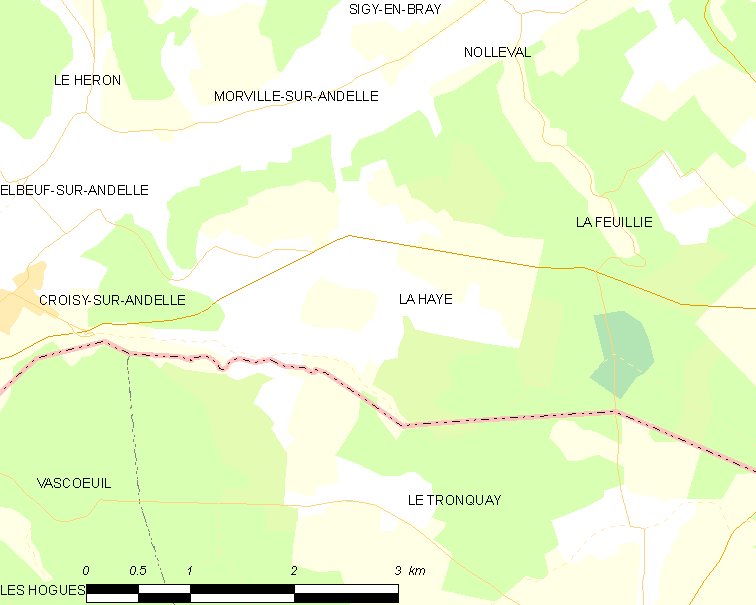
的OSM定位图

拉艾的时区为UTC+01:00、UTC+02:00（夏令时）。

## 行政
拉艾的邮政编码为76780，INSEE市镇编码为76352。

## 政治
拉艾所属的省级选区为布赖地区古尔奈县。

## 人口

1962-2008年间人口变化图示

拉艾于2022年1月1日时的人口数量为368人。